# مرثاة أور

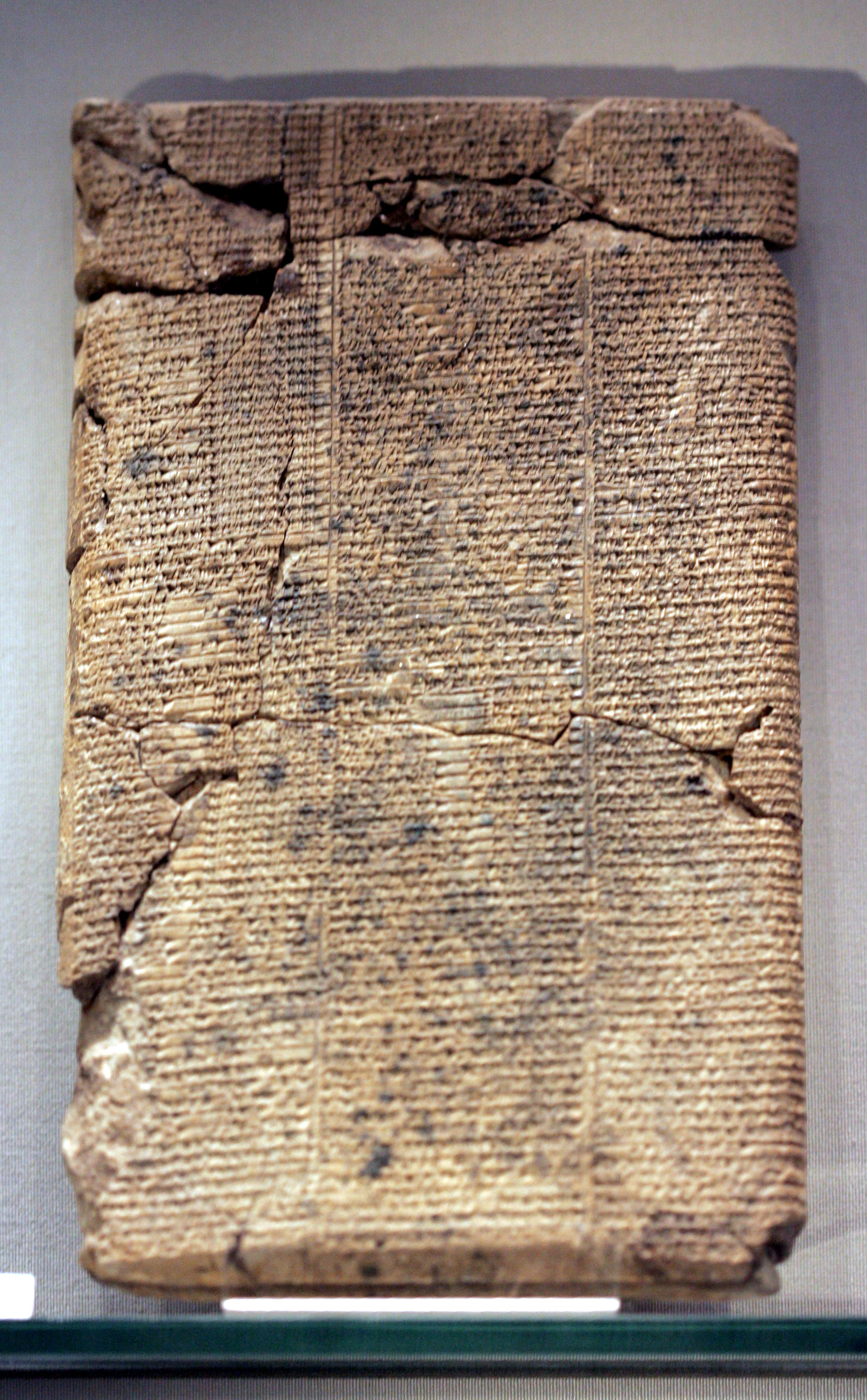
رثاء - مرثاة أور

مرثاة أور هي مرثاة سومرية ألفت بعد سقوط مدينة أور على يد العيلاميين ونهاية حكم السلالة الثالثة للمدينة (2000ق.م). تحتوي على واحدة (إن لم تكن الأولى) من خمس مراثٍ لمدن رافدانية وتتكون من أحد عشر كرگو (بيت شعري). في هذه المرثاة تبكي نينغال على مدينتها، بعد توسلها لإنليل لاستحضار عاصفته المدمرة. يتخلل مع انتحاب الآلهة أقسام أخرى، ربما من منشأ وتكوين مختلف، هذه الأقسام تتحدث عن كيف أصبحت أور مدينة للأشباح، سرد غضب إنليل واستحضار العاصفة، واستدعاء حماية الإله سين ضد كوارث المستقبل.
وهناك مراث أخرى هي:
- مرثاة سومر وأور
- مرثاة نيبور
- مرثاة إريدو
- مرثاة أوروك

وهناك تشابه كبير بين أسلوب المراثي الرافدانية وسفر مراثي إرميا، التي يندب فيها دمار أورشليم على يد نبوخذ نصر الثاني حاكم بابل.

## التجميع
اكتشفت الأسطر الأولى من الرثاء في كتالوج متحف الآثار والأنثروبولوجيا بجامعة بنسلفانيا للقسم البابلي، واللوحات ذات الأرقام 2204 و2270 و2302 و19751 من حفرياتهم في مكتبة المعبد في نيبور في العراق المعاصر. وترجمها جورج آرون بارتون في عام 1918 ونشرت لأول مرة تحت عنوان «نصوص دينية سومرية» في النقوش البابلية المتنوعة، العدد السادس، بعنوان «صلاة من أجل مدينة أور». يبلغ حجم الجهاز اللوحي المستعاد 9 × 4.5 × 1.75 بوصة (22.9 × 11.4 × 4.4 سم) عند أكثر نقطة سُمكًا. وأشار بارتون إلى أنه «من الأجزاء التي يمكن ترجمتها يبدو أنها صلاة من أجل مدينة أور في وقت كان فيه خطر كبير وضيق. ويبدو من المستحيل أن ننسبها بشكل مؤكد إلى أي فترة معينة.» وأشار إلى أنه من المعقول ولكن غير المؤكد التخمين بأنه «كُتب في الأيام الأخيرة من حكم إبي سين عندما كانت أور تترنح نحو السقوط».
نشر إدوارد شييرا ألواحًا أخرى CBS 3878 و6889 و6905 و7975 و8079 و10227 و13911 و14110 في «النصوص السومرية ذات المحتويات المتنوعة» في عام 1934، والتي تم دمجها مع الأجهزة اللوحية CBS 3901 و3927 و8023 و9316 و11078 و14234 لمزيد من المعلومات. أعادوا الأسطورة واصفين إياها بـ «الرثاء على مدينة أور». يوجد مصدر لوحي آخر للأسطورة في متحف اللوفر في باريس، رقم AO 6446. والبعض الآخر محتجز في الأشموليان بأكسفورد، أرقام 1932,415، 1932,522، 1932,526ي و1932,526o. تم العثور على ألواح أخرى لتكون جزءًا من الأسطورة في مجموعة هيلبريخت في جامعة يينا بألمانيا، أرقام 1426، 1427، 1452، 1575، 1579، 1487، 1510 و1553. المزيد من القطع محفوظة في متحف الفن والتاريخ (جنيف) في سويسرا، MAH 15861 وMAH 16015.
تمت ترجمات أخرى من الألواح الموجودة في مجموعة نيبور بمتحف الشرق القديم في إسطنبول (ني). عمل صموئيل نوح كريمر من بين آخرين على ترجمة العديد من الأعمال الأخرى من مجموعة اسطنبول بما في ذلك Ni 4496، 1162، 2401، 2510، 2518، 2780، 2911، 3166، 4024، 4424، 4429، 4459، 4474، 4566، 9586، 9599، 9623، 9822 و 9969. ألواح أخرى من مجموعة إسطنبول، أرقام Ni 2510 و2518، تمت ترجمتها بواسطة إدوارد شييرا عام 1924 في «نصوص دينية سومرية». اكتشف السير تشارلز ليونارد وولي المزيد من الألواح في أور الواردة في «نصوص حفريات أور» من عام 1928. توجد ألواح أخرى في متحف الشرق الأدنى في برلين وفي مجموعة جامعة ييل البابلية. قام صموئيل نوح كريمر بتجميع اثنين وعشرين جزءًا مختلفًا في أول طبعة كاملة من الرثاء، والتي نشرتها جامعة شيكاغو عام 1940 تحت عنوان رثاء على تدمير أور (الدراسة الآشورية رقم 12). تم استخدام ألواح وإصدارات أخرى لجلب الأسطورة إلى شكلها الحالي من خلال نص مركب بقلم ميغيل سيفيل تم إنتاجه في عام 1989 وأحدث الترجمات بواسطة ثوركيلد جاكوبسن في عام 1987 ويواخيم كريشر في عام 1996. في عام 2012 تم نشر 3 أجزاء جديدة من نيبور (ني. 4296، ني. 4383، وني. 4566).

## التأليف
تتكون الرثاء من أربعمائة وثمانية وثلاثين سطرًا في أحد عشر كيروغو (أجزاء)، مرتبة في مقاطع من ستة أسطر. وهي تصف الإلهة نينغال، التي تبكي على مدينتها بعد أن توسلت إلى الإله إنليل ليدعوها إلى معاودة العاصفة المدمرة. تتخلل نحيب الإلهة أقسام أخرى، ربما من أصل وتكوين مختلفين؛ تصف هذه مدينة الأشباح التي أصبحت عليها أور، وتروي غضب عاصفة إنليل، وتستدعي حماية الإله نانا (نرجال أو سوين) ضد الكوارث المستقبلية. وتستمر نينغال، زوجة إله القمر نانا، في التذكير بطلبها إلى زعيمي الآلهة آن وإنليل لتغيير رأيهما وعدم تدمير أور. لقد فعلت ذلك على انفراد وفي خطاب ألقته أمام جمعية الأنوناكي:

## النقاش
لقد كان كتاب «رثاء أور» معروفًا جيدًا للعلماء وتم تحريره جيدًا لفترة طويلة. اقترح بيوتر ميشالوفسكي أن هذا أعطى الأولوية الأدبية للأسطورة حول رثاء سومر وأور، والتي كانت تسمى في الأصل «الرثاء الثاني لأور»، والتي يقول إنها كانت نسخة قديمة من الناحية التاريخية. ألكسندر يقارن السطرين السابع عشر والثامن عشر من الأسطورة مع مراثي 2:17 «لقد فعل الرب ما قصده، ونفذ تهديده؛ وكما أمر منذ زمن طويل، فقد هدم دون شفقة»، مما يشير إلى أن هذا يمكن أن «يلمح إلى مصير غامض لا مفر منه لصهيون في الماضي البعيد»:
| « | لقد تخلى عنها ثور إريدوغ البري وترك النسائم تطارد حظيرة أغنامه. لقد هجر إنكي منزل إريدوغ هذا وترك النسائم تطارد حظيرة أغنامه. | » |

لقد استخدم تدمير المدن والمستوطنات بسبب الكوارث الطبيعية والغزاة على نطاق واسع عبر تاريخ الأدب منذ نهاية أسرة أور الثالثة.
| « | رجال موتى، وليس قطع فخار. غطت النهج. كانت الجدران مفتوحة، والبوابات العالية، والطرق، مليئة بالموتى. في الشوارع الجانبية، حيث تتجمع الغربان المحتفلة، كانت ترقد متناثرة. في جميع الشوارع الجانبية والطرق كانت الجثث ملقاة. وفي الحقول المفتوحة التي كانت تمتلئ بالراقصين، كانوا يرقدون أكوامًا. وملأ دماء البلاد الآن ثقوبها، مثل المعدن في القالب؛ تذوب الأجساد - مثل الدهون المتبقية في الشمس. | » |

اقترحت ميشيل براير أن قبائل الرعاة المجاورة دمرت المدينة وأطلقت عليها اسم أور، «آخر مدينة عظيمة تسقط».

## وصلات خارجية
- ترجمة للمرثاة
- Composite text, also from ETCSL